# دین و اسطوره‌شناسی
اسطوره‌شناسی یا اسطوره جزء اصلی دین است. اسطوره‌شناسی (میتولوژی) به سیستم‌های مفاهیمی اشاره دارد که از اهمیت بالایی برای جامعه خاصی برخوردارند، و در رابطه با آنچه فراطبیعی یا مقدس است گزاره‌هایی را بیان می‌دارند. دین اصطلاح عام تر است، و در کنار سیستم میتولوژیک، شامل مراسم عبادت نیز می‌شود. یک میتولوژی مفروض، تقریباً همیشه با دین خاصی مرتبط است، برای مثال اساطیر یونانی با دین یونان باستان. اگر میتولوژی از سیستم دینی خود جدا شود، یک اسطوره می‌تواند ارتباط مستقیم خود با جامعه را از دست بدهد و از اهمیت مقدس خود دور شود و به سوی یک افسانه یا داستان فولکلور شدن رشد پیدا کند.
رابطه پیچیده‌ای میان رسیتال اسطوره‌ها و اجرای مراسم وجود دارد.

## مقدمه
ارتباط بین دین و اسطور به این که یکی از چه تعریفی از "اسطوره" استفاده می‌کند بستگی دارد. بر حسب تعریف رابرت گریوز داستان‌های سنتی یک دین «اسطوره‌ها» هستند اگر و فقط اگر آدم به دین مورد سؤال تعلق نداشته باشد. طبق تعریف سگال (Segal) تمام داستان‌های دینی اسطوره هستند—ولی صرفاً چون تقریباً همه داستان‌ها اسطوره هستند. طبق تعریف فولکلوریست‌ها، همه اسطوره‌ها داستان‌های مذهبی (یا "مقدس") هستند، ولی همه داستان‌های مذهبی اسطوره نیستند: داستان‌های مذهبی ای که آفرینش دنیا را در بر می‌گیرند (برای مثال، داستان‌های قرآن یا داستان‌های سفر پیدایش) اسطوره هستند؛ مع‌هذا، برخی داستان‌ها مذهبی که توضیح نمی‌دهند چه گونه چیزها به شکل فعلیشان درآمدند اسطوره نیستند (برای مثال، قدیس‌نگاریهای قدیسان مشهور). به‌طور کلی، اساطیر در کنار مراسم جزء اصلی دین هستند.